# Euzen
Euzen (uitgesproken zoals you seen) is een Deens-Noorse band. Ze spelen progressieve elektronische rock / pop met duidelijk Noordse invloeden.
De band werd opgericht in 2006 door de Deen Christopher Juul (2003-2013 bij Valravn) en de Noorse Maria Franz. Ze traden voor het eerst op in 2008.

## Varia
In november 2014 startte Euzen een crowdfundingcampagne bij kickstarter.com. Op deze manier hoopten ze de videoclip voor hun nieuwe single ‘Phobia’ te kunnen financieren. In acht weken verzamelden ze 21.450 DKK (ongeveer € 2880), meer dan het dubbele van het bedrag dat ze eigenlijk nodig hadden.

## Discografie

### Albums
- Eudaimonia (2009)
- Sequel (2011)
- Metamorph (2015)

### Dvd
- Live from the Euzeniverse (2014)